# プライスリーダー
プライスリーダーとは経営学用語。寡占的な経営が行われている業界では、その業界で物品を販売する場合の価格は、トップの企業が決めた価格がその業界での標準的な価格となる傾向があり、それだけの影響力を持つトップの企業をプライスリーダーと呼ぶ。プライスリーダーが存在するくらいの寡占的な業界では、2番手以下の企業はプライスリーダーの定めている価格を基準として自社の価格を決めている。プライスリーダーが存在している業界ではトップとなっている企業は、低価格で勝負をしてくる弱小企業があろうとも自社の製品に自信があるから多少のシェアを奪われようとも高価格を維持して経営を続けていこうとする傾向がある。